# Megaconstruções
Megaconstruções é um programa de televisão norte-americano transmitido pelo canal a cabo Discovery Channel com a apresentação de Danny Forster. Atualmente sendo exibida a sétima temporada do programa.

## Início e Popularização
Megaconstruções foi criado e escrito por Alan Lindgren e produzido pela Powderhouse Productions para o canal Discovery Channel. O programa centralizou em três construções propostas, mas pouco possíveis: a Ponte de Gibraltar, a Freedom Ship e a Millennium Tower de Hong Kong. O programa rapidamente caiu no gosto popular e foi bem aceito pela crítica internacional, chegando a ganhar o  Beijing International Science Film Festival Silver Award em 2002. Após o sucesso imediato, a Discovery Communications encomendou mais episódios para serem exibidos na próxima temporada. É uma das séries mais educativas da tv paga.